# Willem van Doerne
Willem van Doerne (ca 1330 - voor 1381) was een ministeriaal uit het geslacht Van Doerne.
Als opvolger van zijn vader werd Willem vóór 1350 beleend met de heerlijkheid Deurne door de hertog van Brabant. Hij resideerde op het Cranendonkse leengoed Ter Vloet in de buurtschap Kerkeind. Of hij, of zijn zoon en opvolger Gevard van Doerne verplaatste zijn zetel naar het Haageind door de bouw van een nieuwe watermolen en het Klein Kasteel, destijds nog Oud Huis genaamd. Aangezien de exacte bouwperiode niet bekend is, is ook niet duidelijk wie omstreeks 1370-1380 verantwoordelijk moet zijn geweest voor verplaatsing en bouw.
Willem van Doerne was gehuwd met Jut Aerts van Kygloe en had 3 zonen en een dochter.